# Pietro Belly
Pietro Belly (* um 1735 im Piemont; † 14. Juli 1791 in Turin) war ein Artillerieoffizier, Militäringenieur und Montanwissenschaftler des Königreiches Sardinien-Piemont.

## Herkunft
Seine Familie, ursprünglich wohl „de Belly“ oder „de Bellis“ genannt, stammte aus Belley im Bugey, das mit dem Vertrag von Lyon 1601 vom Haus Savoyen an Frankreich abgetreten worden war. Die Familie Belly blieb weiter in den Diensten der Savoyer und ließ sich schließlich in Montiglio im Piemont nieder.

## Leben
Nach seiner militärischen Ausbildung absolvierte Pietro Belly mit vier anderen Offizieren einen Bergbau-Lehrgang in Sachsen, möglicherweise bei den Gründern der Bergakademie Freiberg.
Das spätere italienische Königshaus Savoyen erwarb 1720 Sardinien. Auf der Mittelmeerinsel war Pietro Belly im Bergbauwesen längere Zeit leitend tätig. Zwischen 1759 und 1762 leitete er die Bergwerke von Montevecchio bei Guspini und die Gießerei in Villacidro (Berghauptmann). Ab 1762 war er Bergbaudirektor auf Sardinien. In dieser Funktion trat er für die vollkommene staatliche Kontrolle des Bergbaus auf Sardinien ein und behinderte private Initiativen. Belly wollte sogar die Zwangsarbeit in den Gruben einführen, wofür ihn später Quintino Sella kritisierte.
Verdienste erwarb sich Belly 1770 bei der Planung und dem Bau des Ortes Calasetta, den er im Schachbrettmuster anlegte. Der Platz im Zentrum des Ortes ist heute nach ihm benannt.
Belly war unter den ersten korrespondierenden Mitgliedern der 1783 gegründeten Accademia delle Scienze di Torino.

## Nachkommen
Sein Sohn Giuseppe Belly wurde Präsident des Kassationshofes. Unter den weiteren Nachfahren befinden sich einige Offiziere, darunter Oberst Giovanni Antonio Belly, der am 20. September 1870 bei der Einnahme Roms an der Porta Pia ein Bersaglieri-Bataillon führte, und General Vittorio Belly, der 1935 am Äthiopienkrieg als Stellvertreter Badoglios teilnahm, 1938 nach Verkündigung der italienischen Rassengesetze jedoch auf eigenen Wunsch aus dem aktiven Dienst ausschied.